# Sara Al-Flaij
Sara Al-Flaij (ur. 3 sierpnia 1995 w Stanach Zjednoczonych) – bahrajńska pływaczka specjalizująca się głównie w stylu dowolnym oraz klasycznym. Uczestniczka Letnich Igrzysk Olimpijskich 2012 w Londynie.

## Życiorys
Uczestniczyła w Igrzyskach Azjatyckich 2010, które odbyły się w Guangzhou. Startowała w konkurencji 50 m stylem dowolnym oraz 50 m stylem klasycznym. Rok później wystartowała w Mistrzostwach Świata w Pływaniu 2011 w konkurencji 50 m stylem dowolnym oraz 100 m stylem dowolnym. 
Na Igrzyskach Olimpijskich 2012 w Londynie wystartowała w konkurencji 50 m stylem dowolnym, kończąc z czasem 33,81 sekundy, co jest jej rekordem życiowym.